# Rogów (Tłustomosty)
Rogów – przysiółek wsi Tłustomosty w Polsce położony w województwie opolskim, w powiecie głubczyckim, w gminie Baborów.
W latach 1975–1998 przysiółek administracyjnie należał do ówczesnego województwa opolskiego.